# Cynisca
Cynisca — рід плазунів родини амфісбенових (Amphisbaenidae). Представники цього роду мешкають в Західній і Центральній Африці.

## Види
Рід Cynisca нараховує 20 видів:
- Cynisca bifrontalis (Boulenger, 1906)
- Cynisca chirioi J.-F. Trape, Mané & Baldé, 2014
- Cynisca degrysi (Loveridge, 1941)
- Cynisca feae (Boulenger, 1906)
- Cynisca gansi Dunger, 1968
- Cynisca haugi (Mocquard, 1904)
- Cynisca ivoirensis Trape & Mané, 2014
- Cynisca kigomensis Dunger, 1968
- Cynisca kraussi (W. Peters, 1878)
- Cynisca leonina (F. Müller, 1885)
- Cynisca leucura (A.M.C. Duméril & Bibron, 1839)
- Cynisca liberiensis (Boulenger, 1878)
- Cynisca manei J.-F. Trape, 2014
- Cynisca muelleri (Strauch, 1881)
- Cynisca nigeriensis Dunger, 1968
- Cynisca oligopholis (Boulenger, 1906)
- Cynisca rouxae Hahn, 1979
- Cynisca schaeferi (Sternfeld, 1912)
- Cynisca senegalensis Gans, 1987
- Cynisca williamsi Gans, 1987

## Етимологія
Наукова назва роду Ancylocranium походить від сполучення слова дав.-гр. αγκυλος — викривлений, вигнутий і κρανιον — череп.